# Ray Arvizu
Reynaldo Arvizu, beter bekend als Ray "Daddy" Arvizu (Bakersfield, Kern, 2 april 1953 - Los Angeles, 9 augustus 2001) was een Amerikaanse blues-saxofonist. Hij speelde mee op opnames van Charlie Musselwhite, Mike Bloomfield en Elvin Bishop.
Arvizu overleed aan de gevolgen van een luchtweginfectie, het gevolg van een ongeluk dat vijf jaar eerder plaatsvond: een stuk van een plafond in een nachtclub viel op hem, waardoor Arvizu zijn rug brak, met als gevolg een pulmonale arteriële hypertensie. 